# Sajtos nekrózis
A sajtos nekrózis vagy más néven caseatio a kollikvációs nekrózis egyik fajtája, mely a legtöbb jellegben hasonlít is arra. Az elnevezés a makroszkópos megjelenésből adódik, hiszen a sajtos nekrózison átesett szövet előbb egynemű, zsíros sajthoz hasonló, majd száraz, szemcsés lesz.
Leginkább a Mycobacterium tuberculosis, a gümőkór (tuberkulózis) okozója váltja ki, amely ugyancsak jellegzetes mikroszkópos képet eredményez.

## Mikroszkópos megjelenés
Homogén, eozinofil massza, melyben a magfestés minimális vagy hiányzik. Egy speciális festés, a Ziehl-Neelsen festés teszi lehetővé a kórokozók kimutatását, melyek a masszában meggypiros, pálcika alakú gócokként jelennek meg. A nekrotikus sejtek felismerhetetlen citoplazma körvonalakkal rendelkeznek. A szöveti szerkezet gyakorlatilag teljesen megszűnik.
A nekrotikus terület körül gyulladásos zóna jelenik meg, mely T-sejtekből, makrofágokból, epiteloid sejtekből és Langhans-féle óriássejtekből áll. Ezek alkotják a jellegzetes granulómát, a gümókór jellegzetességét.
A sajtos megjelenés a kórokozók által termelt peptidoglikolipidnek köszönhető, mely toxikus a sejtekre.